# Cassagnas
Cassagnas település Franciaországban, Lozère megyében. Lakosainak száma 125 fő (2022. január 1.). Cassagnas Saint-André-de-Lancize, Saint-Martin-de-Lansuscle, Barre-des-Cévennes, Cans-et-Cévennes, Pont-de-Montvert-Sud-Mont-Lozère és Saint-Germain-de-Calberte községekkel határos.

## Népesség
A település népességének változása:
| Lakosok száma | 121  | 109  | 116  | 125  | 116  | 117  | 123  | 127  | 125  | 125  |
|               | 1968 | 1982 | 1990 | 2006 | 2013 | 2015 | 2017 | 2019 | 2020 | 2022 |